# Свакоп
Свакоп (нама Tsoaxaub) — река в Намибии.

## География

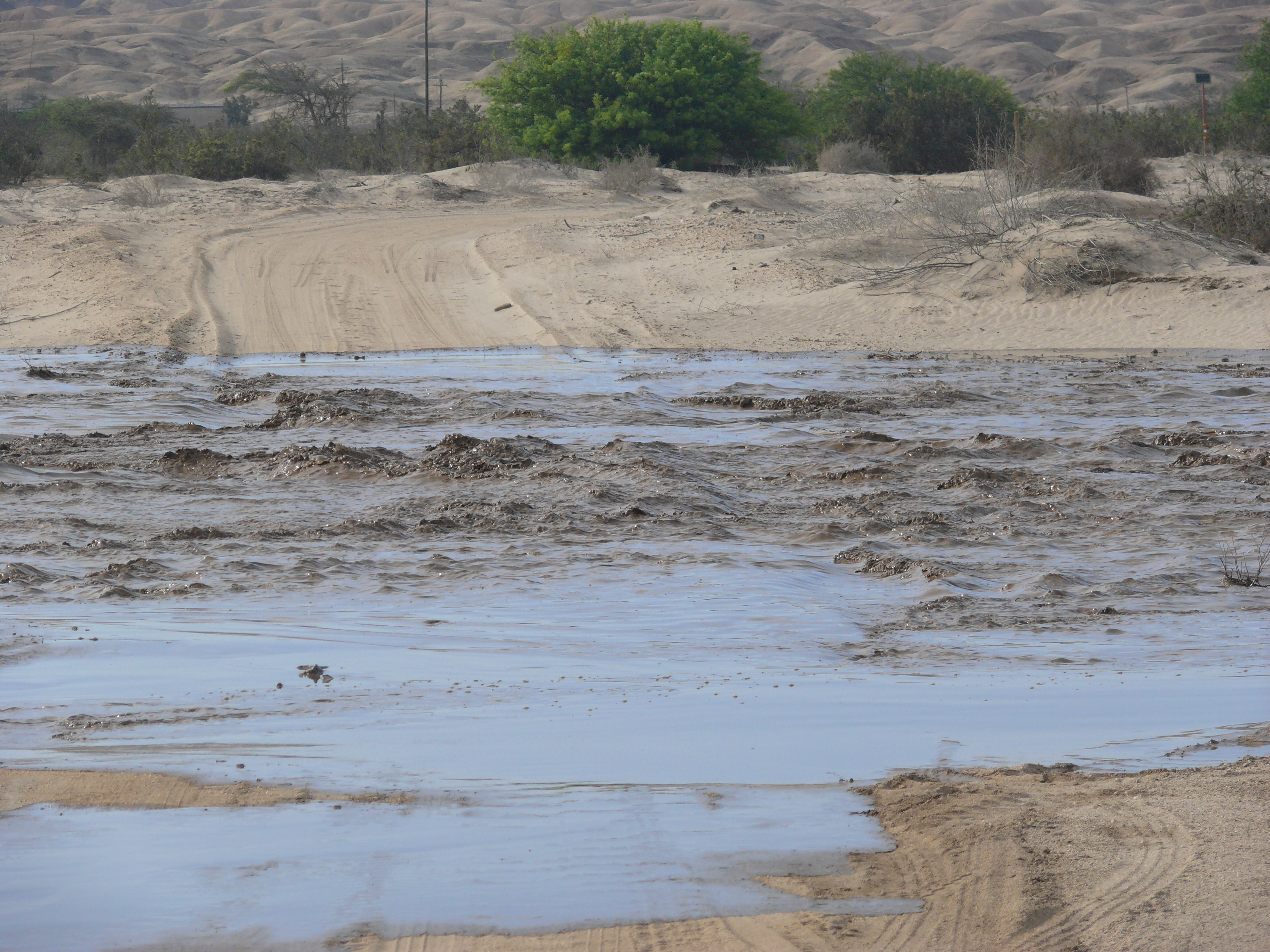
Наводнение в нижнем течении Свакопа (15 февраля 2008)

Река Свакоп совместно со своим притоком Кхан является крупнейшей из 12 сезонно пересыхающих рек западной Намибии. Длина реки (с притоками) составляет 460 километров, площадь её бассейна — 30 100 км². Истоки Свакопа находятся в горах Эрос, на высоте в 1560 метров. Река впадает в Атлантический океан немного южнее города Свакопмунд. В бассейне реки Свакоп, кроме этого, находятся столица Намибии Виндхук и города Усакос, Карибиб, Очимбангве и Окахандья. В верхней части Свакопа построены 2 большие дамбы — дамба Фон-Бах и Свакоппорт-дамм, образующие крупные искусственные озёра (например, Оматако), и обеспечивающие пресной водой центральную Намибию и столицу страны. Таким образом, река Свакоп играет важнейшую роль в обеспечении Намибии водными ресурсами.

## Название
Название реки происходит от выражения из бушменских языков нама и дамара Цоа-ксауб (Tsoa-xaub), что в переводе даёт цоа — задница[стиль], и ксауб — дерьмо[стиль]. Такое, мало сказать, необычное имя реки объяснимо: в период дождей Свакоп несёт со своими водами к океану огромное количество бурой массы из глины и ила, вызывавшее у местного туземного населения соответствующие аналогии.

## Природные условия
29 % площади бассейна реки Свакоп приходится на горную саванну, 28 % — на равнинную, кустарниковую саванну, 34 % — на полупустыню и 9 % — на пустыню Намиб. В нижнем течении Свакопа в период дождей нередки наводнения, приводящие к эрозии почвы. Здесь же, в нижнем течении реки, ещё встречаются антилопы и крупные хищные птицы. Такие обычные ранее для этих мест животные, как слоны, носороги, львы и гепарды истреблены человеком.